# 2007年10月體育
| 2007年體育： | ← \| 1月 \| 2月 \| 3月 \| 4月 \| 5月 \| 6月 \| 7月 \| 8月 \| 9月 \| 10月 \| 11月 \| 12月 \| → |
|              |                                                                                               |

## 10月30日
- 国际足联宣布巴西获得2014年世界杯足球赛决赛阶段比赛的主办权，德国成为2011年女足世界杯承办国。

## 10月29日
- 波士頓紅襪以四連勝橫掃科羅拉多洛磯，贏得大聯盟2007年世界冠軍。

## 10月28日
- 2007年中華職棒總冠軍賽結果出爐，統一獅在第七場比賽中以4:2打敗La New熊，在七戰四勝制比賽中勝出，拿下隊史上第五座總冠軍。

## 10月26日
- 2007年亞洲室內運動會在澳門開幕，國際奧委會主席羅格特意由北京到澳門出席，進行旋風式訪澳。